# Závada (Topoľčany)
Závada (ungarisch Nyitrazávod – bis 1907 Závada oder auch Zavada) ist eine slowakische Gemeinde im Okres Topoľčany und im Nitriansky kraj mit 570 Einwohnern (Stand 31. Dezember 2024).

## Geographie
Die Gemeinde befindet sich am Übergang vom nördlichen Teil des Hügellands Nitrianska pahorkatina in die südöstlichen Hänge des Gebirges Považský Inovec, am Oberlauf des Baches Slivnica, eines rechten Nebenflusses von Chotina im Einzugsgebiet der Nitra. Das Ortszentrum liegt auf einer Höhe von 264 m n.m. und ist 12 Kilometer von Topoľčany entfernt.
Nachbargemeinden sind Podhradie im Norden, Prašice im Osten, Velušovce im Süden und Tesáre im Südwesten und Westen.

## Geschichte
Závada wurde zum ersten Mal 1332–1337 als Zabeti schriftlich erwähnt und war Teil der Herrschaft der Burg Topoltschan. 1570 gab es eine Mühle und 15 Familien in vier Ansiedlungen, 1715 gab es Weingärten und 14 Haushalte in Závada, 1781 wurden sechs Müller und 11 Handwerker erwähnt, 1787 hatte die Ortschaft 69 Häuser und 534 Einwohner, 1828 zählte man 35 Häuser und 242 Einwohner, die als Landwirte und Winzer beschäftigt waren. In den 19. und 20. Jahrhunderten besaß die Familie Stummer Güter im Ort.
Bis 1918 gehörte der im Komitat Neutra liegende Ort zum Königreich Ungarn und kam danach zur Tschechoslowakei beziehungsweise heute Slowakei. In der ersten tschechoslowakischen Republik war Závada ein landwirtschaftlich geprägter Ort. Während des Slowakischen Nationalaufstandes unterstützten die Einwohner die örtlichen Partisanengruppen, in einer Vergeltungsaktion danach steckten Wehrmacht-Truppen einen Teil des Dorfes in Brand und verschleppten einen Teil der Bevölkerung in Konzentrationslager.

## Bevölkerung
| Jahr                | 1994 | 2004    | 2014  | 2024    |
| ------------------- | ---- | ------- | ----- | ------- |
| Anzahl der Personen | 702  | 640     | 576   | 570     |
| Unterschied         |      | −8,83 % | −10 % | −1,04 % |

| Jahr                | 2023 | 2024    |
| ------------------- | ---- | ------- |
| Anzahl der Personen | 571  | 570     |
| Unterschied         |      | −0,17 % |

Gemäß der Volkszählung 2011 wohnten in Závada 591 Einwohner, davon 583 Slowaken, drei Ukrainer, zwei Tschechen und ein Magyare. Ein Einwohner gab eine andere Ethnie an und ein Einwohner machte keine Angabe zur Ethnie.
557 Einwohner bekannten sich zur römisch-katholischen Kirche, vier Einwohner zur orthodoxen Kirche, drei Einwohner zur Evangelischen Kirche A. B. sowie jeweils ein Einwohner zu den Zeugen Jehovas und zur griechisch-katholischen Kirche. 14 Einwohner waren konfessionslos und bei 11 Einwohnern wurde die Konfession nicht ermittelt.

## Bauwerke und Denkmäler
- römisch-katholische Kirche aus dem Jahr 1780, 1808 im klassizistischen Stil umgestaltet
- Kapelle im Barockstil im Friedhof